# ジョン・グリフィス (1739年没)
ジョン・グリフィス（英語: John Griffith、ジョン・グリフィス5世（John Griffith V）とも、1687年? – 1739年6月6日）は、グレートブリテン王国の政治家。1715年から1739年まで庶民院議員を務めた。

## 生涯
ジョン・グリフィス（John Griffith、1687年没）とエリザベス・バークリー（Elizabeth Bulkeley、第2代バークリー子爵ロバート・バークリーの娘）の次男として、おそらく1687年に生まれた。1703年6月8日、オックスフォード大学クライスト・チャーチに入学した。
1715年3月10日に兄ウィリアムが死去すると、その遺産を継承、カーナーヴォンシャー選挙区における影響力も継承して同年4月の補欠選挙で無投票当選した。以降1739年に死去するまで無投票で再選し続けた。
議会ではホイッグ党に所属し、1716年の七年議会法案に賛成票を投じた。1717年から1720年までの投票記録はなかったが、1721年にロバート・ウォルポールが首相に就任した後は常に政府を支持した。
1739年6月6日に死去した。妻との間で一人息子ウィリアムをもうけているが、1739年時点では未成年であり、補欠選挙に出馬できなかった。その結果、補欠選挙では同じくホイッグ党に所属するジョン・ウィンが出馬して当選した。

## 家族
1718年6月18日、アン・ロイド（Ann Lloyd、ピアース・ロイドの娘）と結婚、1男をもうけた。
- ウィリアム（1752年2月1日没） - 1741年頃、シドニー・ウィン（Sidney Wynne、1716年以降 – 1752年3月31日、カドワラダ・ウィン（Cadwaladr Wynne）の娘）と結婚、子供あり。息子に軍人ジョン・グリフィス（John Griffith、1742年 – 1794年12月、生涯未婚）がいる[1][6]